# Liwia Pawłowska
Liwia Pawłowska (ur. 1 marca 1985 w Bielsku-Białej) – polska wokalistka, prezenterka i aktorka.
Od 2003 związana z Teatrem Muzycznym ROMA w Warszawie, śpiewała m.in. w musicalach: "KOTY", "Taniec Wampirów", "Akademia Pana Kleksa", "Upiór w Operze", "Les Miserables", "Aladyn Jr”, „Najlepsze z Romy”.
Absolwentka Akademii Teatralnej im. Aleksandra Zelwerowicza w Warszawie, Akademii Muzycznej im. Stanisława Moniuszki w Gdańsku na Wydziale Dyrygentury Chóralnej, Edukacji Artystycznej, Rytmiki i Jazzu, kierunek Edukacja artystyczna w zakresie sztuki muzycznej, specjalność wokalistyka jazzowa, Uniwersytetu Jagiellońskiego na Wydziale Filozofii.
Z Teatrem Muzycznym ROMA zdobyła potrójną Platynową Płytę za płytę „Upiór w Operze”, Złotą Płytę za płytę „Les Miserables”, Platynową Płytę za płytę „Taniec Wampirów”, Złotą Płytę za płytę „Akademia Pana Kleksa”.

## Kariera
Karierę rozpoczęła w 1998 roku, zdobywając III miejsce na Międzynarodowym Dziecięcym Festiwalu Piosenki i Tańca w Koninie wraz z zespołem ARSE-DU oraz wygrywając konkurs na teledysk zrealizowany przez TV POLSAT również z zespołem ARSE-DU pod kierownictwem Piotra Morawskiego do utworu „Wielka Woda”.
W roku 2003 rozpoczęła współpracę z Teatrem Muzycznym ROMA w charakterze wokalistki.
W roku 2007 wraz z Maciejem Pawłowskim założyła Autorską Szkołę Musicalową Macieja Pawłowskiego, dla której wyreżyserowała kilkadziesiąt spektakli i koncertów z udziałem dzieci i młodzieży m.in. w Sali Kongresowej, Stodole, Teatrze Muzycznym ROMA, Amfiteatrze w parku Sowińskiego. W 2010 roku otrzymała stypendium Prezydenta Miasta Bielska-Białej w dziedzinie kultury i sztuki.
W roku 2012 wygrała program na prezentera TV VIVA Polska i rozpoczęła współpracę z tą stacją. W tym samym czasie ukazał się również jej debiutancki singiel „Scar On My Eye”. W roku 2011 nawiązała współpracę z Telewizją Warszawa, dla której prowadziła cykl reportaży „Projekt Foto”, program „Warszawa nocą” „Dobra szkoła” oraz „Czerwony dywan”.
Współpracowała w projektach muzycznych realizowanych przez TV POLSAT, Disney Channel (Do Dzwonka Cafe, Szkoła Księżniczek), Mini Mini+ (Wygibajki), Teletoon+ (Czas na Taniec), Fundację FIK im. Ireny Kwiatkowskiej.
Autorka libretta do baletu Lamaila premiera Teatr Wielki w Łodzi w 2017 roku oraz tekstów piosenek rock-opery Amazonki i Wikingowie premiera Teatr Muzyczny ROMA 2016.
Producent wykonawczy premiery rock-opery Szambalia w Londynie. Casting (reżyseria obsady) w filmie Tomasza Szafrańskiego KLUB WŁÓCZYKIJÓW I TAJEMNICA DZIADKA HIERONIMA. Choreografia w filmie "Pan T." Macieja Krzyształowicza – wraz z Angeliką Paradowską, przygotowanie wokalne w filmie "Dezerter" Floriana Gallenberga. Współpracowała z Marylą Rodowicz, Majką Jeżowską, zespołem COMA, Szparagami oraz z AbstrachujeTV.

## Teatr
- 2004: Zespół wokalny, Zespół Five Lines – musical Koty na podstawie Old Possum's Book of Practical Cats T.S. Eliota – Teatr Muzyczny Roma w Warszawie
- 2005: Zespół Five Lines – musical Taniec Wampirów – Teatr Muzyczny Roma w Warszawie
- 2007: Zespół Five Lines – musical Akademia Pana Kleksa – Teatr Muzyczny Roma w Warszawie
- 2008: Zespół Five Lines – musical Upiór w operze – Teatr Muzyczny Roma w Warszawie
- 2009: Zespół Five Lines – Najlepsze z Romy – Teatr Muzyczny Roma w Warszawie
- 2010: Zespół Five Lines – musical Les Misérables, według powieści Wiktora Hugo Nędznicy – Teatr Muzyczny Roma w Warszawie
- 2011: Zespół Five Lines – musical Aladyn JR – Teatr Muzyczny Roma w Warszawie
- 2016: Teksty piosenek – rock opera Amazonki i Wikingowie – Teatr Muzyczny Roma w Warszawie
- 2017: Libretto – widowisko taneczne LAMAILA, Teatr Wielki w Łodzi
- 2018: Zakochaj się w mojej Warszawie – Pani Dziunia, reż. Piotr Furman

## TV oraz dubbing
- Hot or Not
- Viva Summer Party
- Do dzwonka Cafe
- Telewizja Warszawa – „Projekt Foto”, „Warszawa nocą”, „Dobra szkoła”, „Czerwony dywan”.
- Magazyn 007, sprawa 1111
- Komisariat
- Życiowe Wybory – Godność
- Koncert muzyki Andrzeja Korzyńskiego, wokalistka, utwory „Do łezki łezka”, „Gwiazda dnia”, „Wszystko jest na sprzedaż”, „Meluzyna”
- Ukryta prawda (odc. 488, 602, 665, 800, 965, 1000, 1087)
- Czas na taniec 2018 – choreograf
- Wygibajki – choreograf
- Idealna niania – jako kochanka (odc. 6 serii 7)
- Kolędowanie z Polsatem
- Gliniarze – jako instruktor,
- Malanowski i Partnerzy – jako Patrycja, odcinek „Zdesperowany”
- Sekrety rodziny
- Rodzinny interes
- FIK Kolęda, Kolęda

## Film
- 2015: Klub Włóczykijów i tajemnica dziadka Hieronima w reż. Tomasza Szafrańskiego – casting, reżyseria obsady
- 2019: Pan T. w reż. Marcina Krzyształowicza – choreograf, tancerka
- 2019: Dezerter w reż. Floriana Gallenberga(inne języki) – przygotowanie wokalne

## Nagrody
- 2010 – Stypendystka Prezydenta Miasta Bielska-Białej
- 2007 – Przyznanie „Platynowej Płyty” za nagranie płyty Taniec wampirów.
- 2009 – Przyznanie „Złotej Płyty” za nagranie płyty Akademia pana Kleksa.
- 2007 – Przyznanie potrójnej „Platynowej Płyty” za nagranie płyty Upiór w operze.
- 2011 – Przyznanie „Złotej Płyty” za nagranie płyty Les Miserables.

## Dyskografia
- 2006 – Taniec wampirów
- 2007 – Akademia pana Kleksa
- 2008 – Upiór w operze
- 2010 – Les Misérables

## Single
- 2012 Scar On My Eye
- 2017 Szparagi: Musical, współautorka tekstu
- 2017 BAJARZ
- 2018 STRACH
- 2019 LICHO